# Баяно (футболист, р. 1996)
Мишаел Сантос Силва Алвес (на португалски: Michael Silva Santos Alves), по-познат като Баяно (на португалски: Baiano), е бразилски футболист, който играе на поста дясно крило. Състезател на Черно море.

## Кариера
Мишаел започва кариерата си в своята родина с екипа на Метрополитано. През 2018 г. преминава във втородивизионния японски Гифу, където записва 12 мача и бележи 2 гола.
През 2020 г. се завръща в Бразилия, като играе последователно за Якобина, Баия де Фейра, Гуарани де Собрал и УНИРБ.
На 13 януари 2023 г. Баяно е обявен за ново попълнение на Черно море. Дебютира на 9 април при победата с 0:1 като гост на Хебър.